# Permeanza
La permeanza è una grandezza fisica che indica l'attitudine di un materiale al passaggio di materia o energia attraverso il materiale stesso.

## Magnetostatica
In magnetostatica, la permeanza misura il rapporto tra il flusso che scorre all'interno di un ramo di un circuito magnetico e la forza magnetomotrice in tale circuito. È l'inverso della riluttanza, indicata con la lettera R in corsivo maiuscolo {\displaystyle {\mathcal {R}}},
{\displaystyle {\mathcal {P}}={\frac {1}{\mathcal {R}}}}
e si indica con la P in corsivo maiuscolo {\displaystyle {\mathcal {P}}}.

### Calcolo della permeanza
La permeanza si definisce tramite la seguente equazione (forma alternativa della Legge di Hopkinson):
{\displaystyle {\mathcal {P}}={\frac {\Phi _{B}}{\mathcal {F}}}}
dove:
- {\displaystyle \Phi _{B}}: flusso magnetico;
- {\displaystyle {\mathcal {F}}}: forza magnetomotrice.

### Definizione alternativa
Una definizione alternativa, che si può interpretare come l'equivalente magnetico della conduttanza elettrica, è:
{\displaystyle {\mathcal {P}}=\mu {\frac {S}{\ell }}}
dove:
- {\displaystyle \mu }: permeabilità del circuito;
- {\displaystyle S}: sezione del tratto in analisi;
- {\displaystyle \ell }: lunghezza del tratto.

## Serie e parallelo di permeanze
In analogia a quanto vale per la conduttanza nei circuiti elettrici, se le permeanze sono disposte in parallelo si ha:
{\displaystyle {\mathcal {P}}_{\parallel }=\sum _{k=1}^{n}{\mathcal {P}}_{k}}
mentre se sono in serie si ha:
{\displaystyle {\frac {1}{{\mathcal {P}}_{s}}}=\sum _{k=1}^{n}{\frac {1}{{\mathcal {P}}_{k}}}}

## Unità di misura
Nel SI l'unità di misura della permeanza è l'Henry (simbolo H). Benché sia la stessa dell'induttanza, le due grandezze non sono equivalenti.